# گیاه‌پارچ اتنبرا
گیاه‌پارچ اَتِنبرو (نام علمی: Nepenthes attenboroughii) (‎/nɪˈpɛnθiːz ˌætənˈbʌriaɪ, -bəˈroʊɡiaɪ/‎) یا گیاه کوزه‌ای اتنبرو نام یک گونه کوهستانی از گیاهان گوشتخوار کوزه‌ای و سرده گیاه پارچ است. نام این گونه از روی نام مستندساز مشهور دیوید اتنبرو گرفته شده است. کوزه‌های این گیاه، زنگوله‌ای شکل و کلاهک آن کوچک و قائم است که از ویژگی‌های این گونه به شمار می‌رود.

در می سال ۲۰۱۰ میلادی، بنیاد علمی بین‌المللی اکتشاف گونه‌ها در دانشگاه ایالتی آریزونا، نپنتیس اتنباریای را به عنوان یکی از «۱۰ گونه‌ی جدید برتر توصیف شده در سال ۲۰۰۹» انتخاب کرد. این گونه در سال ۲۰۱۲ به فهرست ۱۰۰ گونه بیشتر تهدید شده جهان اضافه شد.

## گوشتخواری

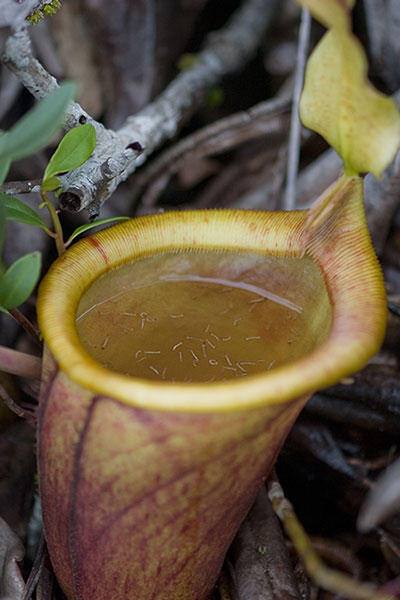
یک کوزه پایینی از نپنتیس اتنباریای که از تعداد زیادی از لاروهای پشه نگهداری می‌کند.

کوزه‌های گیاه باز و ازاینرو غالباً از مایع پر هستند. این مایع در پایین کوزه چسبناک و در بالای آن آبکی است و دو قسمت جداگانه‌ای را می‌سازد که باهم مخلوط نمی‌شوند. قسمت بالایی از جمعیتی از Nepenthes infaunaها (موجوداتی که در کوزه‌ی گیاهان کوزه‌ای ساکن هستند.) به خصوص لارو پشه نگهداری می‌کند. و گیاه می‌تواند هم از شکار معمول خود و هم از ریزه‌های تولید شده توسط این موجودات که در کوزه گیاه زندگی می‌کنند بهره‌مند شود.

در نیمه دوم سال ۲۰۰۹، این گونه توجه بسیاری از مطبوعات را در کشورهای مختلف به خود جلب کرد، گیاهی که می‌تواند موش‌ها را گرفته و بکشد.

## یادداشت
1. ↑  همچنین تلفظ اَتِنباریای نیز صحیح است